# Łukasz Turski
Łukasz Andrzej Turski (ur. 18 listopada 1943 w Krakowie, zm. 22 marca 2025) – polski fizyk teoretyk, popularyzator nauki i publicysta; profesor nauk fizycznych, specjalista w zakresie fizyki materii skondensowanej i mechaniki statystycznej, pierwszy przewodniczący rady programowej Centrum Nauki Kopernik w Warszawie.

## Życiorys
Syn Stanisława Turskiego, młodszy brat Władysława Turskiego. Absolwent Liceum im. Jana Zamoyskiego w Warszawie (1960). W 1965 ukończył studia w dziedzinie fizyki na Uniwersytecie Warszawskim. Uzyskał następnie stopnie naukowe doktora i doktora habilitowanego, a w 1985 otrzymał tytuł profesorski w zakresie nauk fizycznych. Zawodowo związany z Centrum Fizyki Teoretycznej PAN. Był też profesorem zwyczajnym w Katedrze Fizyki na Wydziale Matematyczno-Przyrodniczym Uniwersytetu Kardynała Stefana Wyszyńskiego w Warszawie.
Był członkiem rady Towarzystwa Popierania i Krzewienia Nauk, Komitetu Etyki w Nauce Polskiej Akademii Nauk oraz Komitetu Badań Naukowych. Opublikował około stu prac naukowych z fizyki. Zajmował się m.in. dynamiką procesów wiązania się cząsteczek i atomów na powierzchni kryształów (tj. adsorpcją) i procesami dyfuzji kolektywnej na powierzchni kryształów.
Był również autorem licznych artykułów popularnonaukowych. Publikował w takich czasopismach jak „Znak”, „Tygodnik Powszechny”, „Wprost”, „Odra”, „Forum Akademickie” i „Rzeczpospolita” na tematy dotyczące m.in. nauki, zmian klimatu i energii jądrowej. Był autorem programów telewizyjnych z cyklu Czym jest…, wygłaszał felietony w Radiu Bis.
Należał do pomysłodawców budowy Centrum Nauki Kopernik w Warszawie, pełnił funkcję przewodniczącego rady programowej tej instytucji. 
Został pochowany na cmentarzu Wojskowym na Powązkach w Warszawie.

## Odznaczenia i wyróżnienia
- 2011: Krzyż Komandorski z Gwiazdą Orderu Odrodzenia Polski[10]
- 1998: Nagroda im. Profesora Hugona Steinhausa za zorganizowanie pierwszego Pikniku Naukowego[11]
- 2000: Medal Europejskiego Towarzystwa Fizycznego za upowszechnianie fizyki[8]